# France Télécom

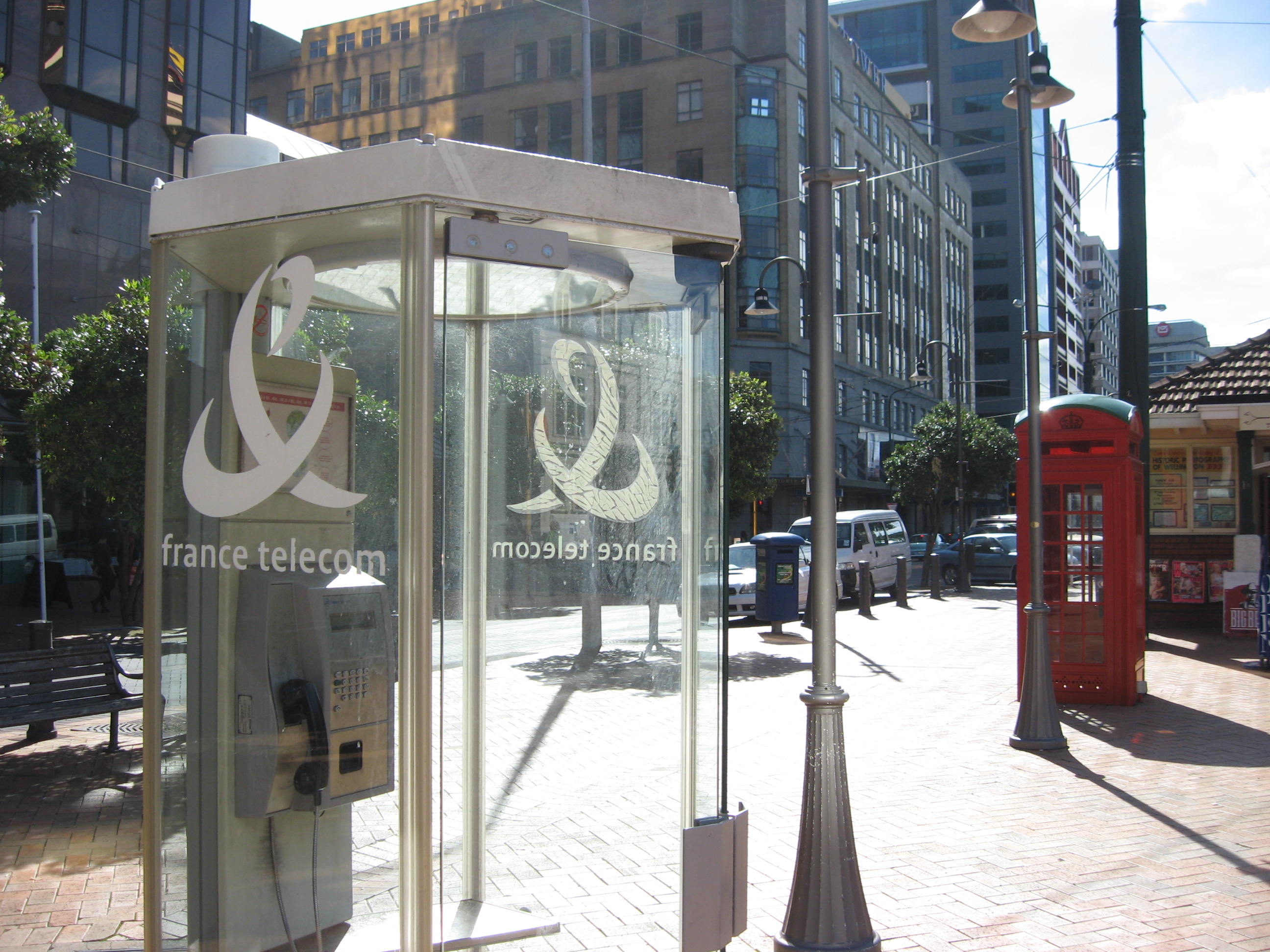
France Telecom telefooncel in Wellington, Nieuw-Zeeland.

France Télécom SA was de naam van het grootste Franse telecomconcern. Vanaf 1 juli 2013 gaat het bedrijf verder onder de naam Orange S.A..

## Geschiedenis
Tot en met 1988 stond France Télécom (buiten Frankrijk vaak als France Telecom gespeld zonder de accenten) bekend als Direction Générale des Télécommunications. Het werd geprivatiseerd middels een beursgang in 1997.
In 2000 kocht France Télécom de Britse mobiele-operator Orange. Het betaalde 26,9 miljard pond sterling, min of meer gelijk verdeeld in geld en aandelen. Verkoper Vodafone moest Orange verkopen om toestemming te krijgen voor de acquisitie van Mannesmann.
Begin 2000 werd France Télécom opgedragen zijn netwerk open te stellen voor concurrenten. France Télécom deed dit, maar tegen hoge tarieven en dwarsboomde daarmee, volgens de Franse mededingingsautoriteiten, een efficiënte marktwerking. Vanwege het misbruik van France Télécoms sterke marktpositie legden de Franse mededingingsautoriteiten France Télécom op 8 november 2005 een boete op van 80 miljoen euro.
In augustus 2005 verwierf France Télécom voor 6,4 miljard euro in contanten en aandelen een aandelenbelang van 80% in de Spaanse mobiele operator Amena. Amena was de derde grootste speler op de Spaanse mobiele markt met een marktaandeel van 24%.
Vanaf 2006 wordt het merk Orange het belangrijkste merk van de groep, ten nadele van vroegere merken als Wanadoo.
Op 28 september 2007 verkocht France Télécom haar Nederlandse activiteiten.
In juni 2012 staakte France Télécom - na dertig jaar dienst - de Minitel-dienst. Het was een voorloper van internet en werd in 1982 geïntroduceerd als eenvoudig middel om telefoonnummers op te zoeken. Het was vooral in Frankrijk populair en in 2000 hadden nog 25 miljoen Fransen via 9 miljoen terminals toegang tot de dienst. In 2010 was dit gedaald naar 2 miljoen gebruikers.
Sinds juli 2013 is Orange de naam van het hele concern. France Télécom had in 2012 een omzet van 43,5 miljard euro en telde per 31 maart 2012 zo'n 170.000 medewerkers, waarvan 104.000 in Frankrijk. Het was actief in 32 landen en had 230 miljoen klanten.
In België was France Télécom actief via het dochterbedrijf Mobistar. In 2016 liet Orange France de merknaam Mobistar vallen en koos ook voor Orange.